# Alegoria Musical (Rembrandt)
Alegoria musical, hoje denominada A Lição de Música, é uma ilustre pintura de Rembrandt, actualmente conservada pelo Museu de Lakenhal, em Leida, pintada em 1626, a óleo sobre painel. As suas dimensões são de 63,5 por 47,6cm.
A composição cénica que envolve a pintura, resume-se a um grupo de pessoas que tocam e cantam, e outra, já idosa, que observa o trabalho das outras. No meio de muita luz, cor, e vivacidade, o painel foi pintado por um Rembrandt ainda jovem, e resume todo o estilo barroco.
Numa composição liderada por uma jovem mulher que canta, dois homens tocam os seus instrumentos, acompanhando-a. Atrás dele, uma velha de pé, mirando com atenção e mistério todo o desenrolar da cena, com uma mão segurando o queixo. A cena é acompanhada por pilhas de livros espalhadas pelo chão, por um violino, entre outros objectos. Rembrandt pintou este óleo quando tinha vinte anos de idade.